# Харитонович, Дмитрий Эдуардович
Дми́трий Эдуа́рдович Харитоно́вич (род. 22 января 1944, Москва, СССР) — советский и российский историк-медиевист. Кандидат исторических наук, профессор.

## Биография
Родился в семье белорусского выходца из крестьян, интеллигента в первом поколении. Вырос в Москве, в квартире на Арбате.
В 1951—1961 гг. учился в школе № 59 им. Н. В. Гоголя (бывш. Медведниковская гимназия). 
В 1961 г. поступил в Московское высшее техническое училище им. Н. Э. Баумана (ныне МГТУ) и окончил его в 1966 г. по специальности «Металловедение и термическая обработка металлов».
В 1967—1974 гг. работал (с перерывом в 1968—1970 гг. на службу в звании лейтенанта в Вооруженных силах (служил под Москвой); вспоминал, что перед тем поступал в аспирантуру и «приказ о зачислении меня в аспирантуру пришёл, когда я уже маршировал. На несколько дней он буквально опоздал, потому что из аспирантуры не брали») в Центральном научно-исследовательском институте технологии машиностроения (ЦНИИТМаш). Еще в армии разочаровался в инженерных науках и стал искать возможность уйти в гуманитарную деятельность. 
В 1974 г. перешёл на работу в качестве социолога в лабораторию автоматизированных систем управления автоэкспедиционного комбината № 4 Главмосавтотранса.
- В 1978 г. познакомился с историком-медиевистом профессором А. Я. Гуревичем и принёс ему свой текст на историческую тему (в конце концов ставший первой из перечисленных ниже статей). С этого момента началось ученичество у А. Я. Гуревича и написание под его руководством диссертации, пока что в стол (А. Я. Гуревич по причинам вненаучного плана не имел тогда права на собственных аспирантов). В 1981 г. по рекомендации А. Я. Гуревича поступил в заочную аспирантуру Московского областного педагогического института (ныне МГОУ) на кафедру истории Древнего мира и Средних веков к профессору Н. Ф. Колесницкому. В 1983 г. защитил диссертацию о средневековом ремесле[2].
- В 1981 г. перешёл во Всесоюзный научно-исследовательский институт искусствознания в сектор социологии искусства под руководством Г. Г. Дадамяна.
- В 1990 г. перешёл в Институт всеобщей истории РАН в сектор (теперь он называется Центром культурной и исторической антропологии) во главе с А. Я. Гуревичем. Является членом редколлегии ежегодного альманаха «Одиссей. Человек в истории», издаваемого Центром с 1989 г., а также ведёт семинар по исторической антропологии.
- В 1992 г. начал читать в Российском университете театрального искусства (ГИТИС) курс всеобщей истории. Профессор кафедры истории, философии, литературы.
- Также читает курс всеобщей истории в Институте культурологии Государственного академического университета гуманитарных наук (ГАУГН).

## Семья
- Дед Илья Исаакович[2].
- Мать Харитонович (урожд. Цыпкина) София Ильинична (1910—1993), экономист.
- Отец Харитонович Эдуард Брониславович (1904—1955), писатель.
- Жена Харитонович (урожд. Макарочкина) Любовь Тихоновна (род. 1945), радиотехник. Познакомились в 1965, поженились в 1968[2].
- Сын Алексей (род. 1977) — переводчик и преподаватель английского и итальянского языков.
- Сын Николай (1982—2006) — аспирант ГИТИС, театральный журналист, бас-гитарист. Погиб в автокатастрофе.
- Внучка Лилия Алексеевна (род. 2009)

## Область интересов
Автор многочисленных работ по истории и культуре европейского Средневековья. Кроме того, ему принадлежат научные комментарии к сочинениям Й. Хёйзинги, А. Тойнби, Л. Февра и др.
Перевёл несколько трудов маркиза де Сада.

## Основные работы

### Диссертация
- Ремесло в системе народной культуры западноевропейского Средневековья (X—XIII века): Автореф. дисс. … к. и. н. — М., 1983. — 16 с.

### Книги
- Гуревич А. Я., Харитонович Д. Э. История Средних веков: Учебник для средней школы. — М.: Интерпракс, 1994. — 336 с. — ISBN 5-85235-204-7. (2-е изд. 1995).
- Масонство. — М.: Весь мир, 2001. — 223 с. — ISBN 5-7777-0146-9.
- История Крестовых походов: Краткий курс. — М.: Аванта+, 2010. — 366 с. — ISBN 978-5-98986-314-3.

### Статьи
- В единоборстве с василиском: опыт историко-культурной интерпретации средневековых ремесленных рецептов // Одиссей. Человек в истории. 1989. — М., 1989.
- Mundus novus: Первозданная природа глазами человека эпохи Возрождения // Природа в культуре Возрождения. — М., 1993.
- The Autumn of Middle Ages: Johan Huizinga and the Problem of Decline // 18th International Congress of Historical Sciences. Proceeding. — Montréal, 1995.
- Король Артур и рыцари Круглого стола // Энциклопедия для детей. [Т. 1:] Всемирная история. — М., 1993 (2-е изд. 1996).
- Карл Великий // Там же.
- Ричард Львиное Сердце // Там же.
- Филипп IV Красивый // Там же.
- Феномен Фоменко // Новый мир. — 1998. — № 3.
- Альберт Великий и естественнонаучное знание XIII в. (на примере «Mineralia») // Одиссей. Человек в истории. 2001. — М., 2001.
- Лекции по альтернативной истории // Искусство кино. — 2003. — № 1—6.
- Алхимия // Словарь средневековой культуры. — М., 2003.
- Дьявол // Там же.
- Химическая свадьба Христиана Розенкрейца, братство Розового Креста и сам Христиан Розенкрейц // Андреэ И.-В. Химическая Свадьба Христиана Розенкрейца в году 1459. — М., 2003.
- Карл Мартелл, или Молот сарацин // Современная энциклопедия. Великие полководцы и флотоводцы. — М., 2007.
- Карл I Великий, или Воитель за веру // Там же.
- Фридрих Барбаросса, или «Уснувший император» // Там же.
- Эдуард Черный Принц, или Герой и грабитель // Там же.
- Альбрехт Валленштейн, или Генералиссимус и финансист // Там же.
- Европейское Средневековье // Энциклопедия для детей, История Средних веков. — М., 2008
- Эпоха Возрождения? Новое время? «Незаконный» феодализм! // Энциклопедия для детей. [Т. 36:] История Нового времени. XV — начало XIX века. — М., 2010.
- Старая весёлая Англия в новые невесёлые времена // Там же.
- Англия: ренессансный государь Генрих VIII // Там же.
- Англия: Эдуард VI. Принц и нищие // Там же.
- Англия: Мария Кровавая // Там же.
- Англия: «добрая старушка Бесс» // Там же.
- Короны Марии Стюарт // Там же.
- Блок, Марк : [арх. 2 декабря 2022] / Гуревич А. Я., Харитонович Д. Э. // «Банкетная кампания» 1904 — Большой Иргиз. — М. : Большая российская энциклопедия, 2005. — С. 602—603. — (Большая российская энциклопедия : [в 35 т.] / гл. ред. Ю. С. Осипов ; 2004—2017, т. 3). — ISBN 5-85270-331-1.